# سايلنت هيل: ذا سكيب
سايلنت هيل: ذا سكيب أو سايلنت هيل: الهروب (بالإنجليزية: Silent Hill: The Escape)‏ هي لعبة نوع رعب البقاء من سلسلة سايلنت هيل للهواتف المحمولة.

## طريقة اللعب
في اللعبة على اللاعب ان يشق طريقه عبر عشرة مراحل لإيجاد المفتاح وجلبه للباب المقفل في كل نهاية مرحلة. على اللاعب ان يحرك اصابعه على الهاتف المحمول لتحريك الشخصية في منظور الشخص الأول والنقر على الشاشة لإطلاق النار على الأعداء (مثل الممرضات الشريرات والكراسي المتحركة بالإضافة إلى وحش يدعى بيرامد هد). تتضمن آليات اللعبة أيضًا القدرة على إمالة الجهاز لتغيير منظور الكاميرا، يتم استخدام هذا بطرق أكثر من المنظور. يتم استخدامه أيضًا أثناء إعادة تحميل مسدس اللاعب، كما يجب عليك محاذاة بشكل صحيح من أجل إعادة التحميل. هناك أربعة شخصيات مختلفة للعب بها. يمكنك أن تلعب كإنسان، كائن فضائي، امرأة تدعى ميرا، أو روبي الأرنب. يتم فتح كل شخصية بعد انهاء اللعبة بشخصية السابقة. اللعبة هي طريقة بسيطة لتمضية الوقت، وتضمم العديد من الوحوش المختلفة.